# 3Y busz (Sopron)
A soproni 3Y jelzésű autóbusz Brennbergbánya, templom és Jereván lakótelep végállomások között közlekedik.

## Története
A 3Y jelzésű busz vonalán 2012. április 30-ig 10M jelzéssel közlekedtek az autóbuszok, azzal a különbséggel, hogy a 10M járat csak Brennbergbánya felől járt a Jereván lakótelep felé, ellenkező irányban nem, valamint, hogy utóbbi csak naponta egyszer, 4:55 órakor indult Brennbergbányáról. Az új 3Y jelzésű autóbusz azonban 2022. december 10-ig mindkét irányban közlekedett, és tanítási munkanapokon délután is indult járat Brennbergbánya felé.
 2015. december 12-ig a 3Y jelzésű autóbusz a jelenlegi Ógabona tér helyett, mindkét irányban a Várkerületen át közlekedett, és az ott található megállóhelyeken állt meg. Az útvonal módosítására az új várkerületi ütemes menetrend kialakítása miatt volt szükség, amelybe ezt a járatot nem tudták beilleszteni.
 2022. december 11-től a 3Y jelzésű busz már csak a Jereván lakótelep felé közlekedik, az ellenkező irányú viszonylata a bevezetett járatritkítások miatt megszűnt.

## Sopronbánfalvaés Brennbergbánya autóbuszjáratai

### Korábban
Sopronbánfalvára már az 1970-es években is két irányból érkeztek az autóbuszok: a Kossuth Lajos utca-Bánfalvi út, illetve a Várkerület-vasútállomás-Ady Endre út útvonalakon. A 3-as busz eleinte csak a jelenlegi Kertváros, könyvtár elnevezésű megállóhelyig közlekedett, valamint a 10-es busz is csak a Hajnal térig járt. Ekkor még az 5-ös busz is a 3-as vonalán közlekedett, de csak a Fésűsfonalgyárig (ma: Bánfalvi út, Besenyő utca).
Majd később, az 1990-es évektől jár a 3-as busz Brennbergbányáig, és ekkor jöttek létre a 3M, 10A, 10B, 10M, majd 2002-től a 10IB, 10MB, 10Y, 2004-től a 10C, majd 2005-től a 3A jelzésű buszok is.
 2012. május 1-jétől átalakították a Kertváros közlekedési rendjét, miszerint Sopronbánfalva utasait már csak a 3-as, a 3Y, a 10-es és a 10Y jelzésű buszok szállítják. Ezzel a változtatással a 10-es járatok indulásainak számát is csökkentették, valamint hurokjárattá alakították át a 10-es buszt, hiszen Kertváros felső felé az Ady Endre úton, a belváros felé pedig a Bánfalvi úton közlekedik. Ellentétesen járt a 10Y busz, amely a Kertváros felé a Bánfalvi úton, a belváros felé pedig az Ady Endre úton haladt.
 2022. október 22-től Sopron város önkormányzatának döntése alapján, az energiaválság következtében jelentős menetrendi változások és járatritkítások léptek érvénybe a városban. A módosítások értelmében a 10Y jelzésű járat a továbbiakban nem közlekedik, valamint jelentősen kevesebb busz indul Kertváros és Brennbergbánya felé is. Ekkor visszaállították a 10-es busz közlekedésében a korábbi rendet, tehát újra mindkét irányban az Ady Endre úton halad. Két héttel később, 2022. november 8-tól a Bánfalvi úton és környékén lakók jobb kiszolgálása érdekében a 10-es busz a Jereván lakótelep felé újra a Bánfalvi úton jár.
 2023. december 10-én új járat indult 23-as jelzéssel, amellyel a napi utolsó 2-es és 3-as buszokat vonták össze. Ez a járat előbb Lőverekbe ment, majd a Bánfalvi úttól a 3-as vonalán Brennbergbányáig közlekedett. A viszonylat 2024. április 30-án megszűnt.

### Jelenleg
Brennbergbányát a 3 és 3Y jelzésű buszok szolgálják ki. A 3-as busz a belvárost elkerülve, a Kossuth Lajos utcán és a Bánfalvi úton át éri el a kertvárost, míg betétjárata, a 3Y jelzésű busz Brennbergbánya felől a Brennbergi út 20. megállóhely után az Ady Endre úton, majd a vasútállomás – Ógabona tér útvonalon a Jereván lakótelepig jár.
 Akik a belvárosból utaznak Sopronbánfalvára, azok a 10-es és a 10B buszokat tudják igénybe venni. Ezek a járatok a Jereván lakótelepről indulnak, és a Várkerületen át, a vasútállomás érintésével, majd az Ady Endre úton (ellenkező irányban a Bánfalvi úton) közlekednek, előbbi Bánfalva felsőig, utóbbi Brennbergi út, erdei iskoláig.

## Útvonal
| Brennbergbánya, templom → Jereván lakótelep |
| --- |
| Brennbergbánya, templom végállomás – Soproni út – Tárna utca – Brennbergi út – Hajnal tér – Ady Endre út – aluljáró – Csengery utca – Erzsébet utca – Állomás utca – Mátyás király utca – Széchenyi tér – Petőfi tér – Ógabona tér – Lackner Kristóf utca – Teleki Pál út – IV. László király utca – Jereván lakótelep végállomás |

## Megállóhelyek
| Távolság (km) | Idő (perc) | Megállóhely neve / korábbi neve(i)                    | Átszállási lehetőségek | Fontosabb nevezetességek, helyek, áruházak és intézmények a közelben |
| ------------- | ---------- | ----------------------------------------------------- | --- | --- |
| 0             | 0          | Brennbergbánya, templom                               | 3 | Szent Borbála templom Brennbergi harangláb Posta |
| 0,7           | 1          | Brennbergbánya, Soproni út 4. Brennbergbánya alsó     | 3 | |
| 2,0           | 4          | Görbehalom, Bányamester köz Görbehalom felső          | 3 | |
| 2,4           | 5          | Görbehalom, Fehér híd                                 | 3 | Dr. Fehér Dániel forrás Fehér úti tó (Ágfalva) Görbehalmi Bányamúzeum |
| 4,5           | 8          | Brennbergi út, ifjúsági tábor                         | 3 | Soproni Gyermek és Ifjúsági Tábor |
| 5,0           | 9          | Brennbergi út, erdei iskola                           | 3, 10B | Doborjáni Ferenc EGYMI - Erdei iskola |
| 6,0           | 10         | Bánfalva felső Kertváros felső                        | 3, 10, 10B | |
| 6,5           | 11         | Brennbergi út 20. Brennbergi út 20. (Ózon Camping)    | 3, 10, 10B | |
| 7,1           | 13         | Hajnal tér, evangélikus templom Kertváros, Hajnal tér | 3, 10, 10B | Bánfalvi karmelita kolostor és templom Soproni Mária Magdolna templom Evangélikus templom Könyvtár                                                                                              |
| 7,5           | 14         | Ady Endre út, óvoda                                   | 10, 10B, 10Y | Bánfalvi óvoda Sopronbánfalvi Hősi- és Köztemető |
| 7,7           | 15         | Ady Endre út 134. Ady Endre út, Nika vendéglő         | 10, 10B, 10Y | Bánfalvi óvoda Sopronbánfalvi Hősi- és Köztemető |
| 8,1           | 17         | Laktanya utca                                         | 10, 10B, 10Y | |
| 8,6           | 19         | Ibolya út                                             | 10, 10B, 10Y | |
| 9,0           | 20         | Orgona utca                                           | 10, 10B, 10Y | Erzsébet-kert |
| 9,3           | 21         | Ady Endre út, Erzsébet-kert                           | 1, 2, 10, 10B, 10Y | Erzsébet-kert |
| 9,8           | 22         | Frankenburg úti aluljáró                              | 1, 2, 4, 10, 10B, 10Y | Soproni Kereskedelmi és Iparkamara Európa leghosszabb tere – Deák tér |
| 10,2          | 23         | Csengery utca, Elzett-udvar                           | 1, 2, 4, 10, 10B, 10Y, 11Y, 12, 12B | Soproni Kereskedelmi és Iparkamara Európa leghosszabb tere – Deák tér |
| 10,6          | 24         | GYSEV pályaudvar                                      | 1, 2, 4, 5, 5A, 5T, 7, 7A, 7B, 7T, 10, 10B, 10Y, 11, 11A, 11B, 11Y, 12, 12B, 22, 27, 27A, 27B, 27T, 27Y, 32 Helyközi és távolsági autóbuszjáratok                               | Sopron vasútállomás GYSEV Zrt. SPAR szupermarket |
| 10,8          | 26         | Mátyás király utca, Deák tér                          | 1, 2, 4, 5, 5A, 5B, 5T, 7, 7A, 7B, 7T, 10, 10B, 10Y, 11, 11A, 11B, 11Y, 12, 12B, 27Y, 32                                                                                        | Liszt Ferenc Konferencia- és Kulturális Központ Soproni Petőfi Színház Posta Soproni Szent Júdás Tádé-templom SOE Lámfalussy Sándor Közgazdaságtudományi Kar Európa leghosszabb tere – Deák tér |
| 11,2          | 27         | Széchenyi tér                                         | 1, 2, 4, 5, 5A, 5B, 5T, 7, 7A, 7B, 7T, 10, 10B, 10Y, 11, 11A, 11B, 11Y, 12, 12B, 13B, 14, 14B, 15, 15A, 27, 27A, 27B, 27T, 27Y, 32, 33                                          | Liszt Ferenc Konferencia- és Kulturális Központ Soproni Petőfi Színház Posta Soproni Szent Júdás Tádé-templom SOE Lámfalussy Sándor Közgazdaságtudományi Kar Európa leghosszabb tere – Deák tér |
| 11,7          | 29         | Ógabona tér, Újteleki utca                            | 1, 2, 4, 5, 5A, 5B, 5T, 7, 7A, 7B, 7T, 10, 10B, 10Y, 11Y, 12, 12B, 13, 14, 14B, 15, 15A, 32, 33                                                                                 | Tűztorony Városháza Mária-szobor Szentháromság-szobor Posta Szent György-templom Scarbantia Régészeti Park                                                                                      |
| 12,2          | 31         | Lackner Kristóf utca, autóbusz-állomás                | 1, 2, 3, 4, 5, 5A, 5B, 5T, 5Y, 7, 7A, 7B, 7T, 8, 10, 10B, 10Y, 11Y, 12, 12B, 13, 13B, 14, 14B, 15, 15A, 17, 21, 27, 27A, 27B, 27T, 32, 33 Helyközi és távolsági autóbuszjáratok | Soproni autóbusz-állomás Soproni Rendőrkapitányság Káposztás utcai Stadion INTERSPAR áruház Vásárcsarnok                                                                                        |
| 12,8          | 32         | Teleki Pál út 2.                                      | 1, 2, 5, 5A, 5B, 5Y, 7, 7A, 7B, 7T, 10, 10B, 10Y, 11Y, 12, 12B, 13, 13B, 17, 27, 27A, 27B, 27T                                                                                  | McDonald’s étterem Sopron Pláza Káposztás utcai Stadion Ibolya-tó |
| 13,3          | 33         | IV. László király utca 5.                             | 5, 5A, 5B, 7, 7A, 7B, 7T, 10, 10B, 10Y, 11, 11A, 11B, 27, 27A, 27B, 27T, 27Y | Posta Soproni Szakképzési Centrum Fáy András Két Tanítási Nyelvű Közgazdasági Technikum |
| 13,8          | 35         | Jereván lakótelep                                     | 1, 2, 5, 5A, 5Y, 7, 7B, 7T, 10, 10B, 10Y, 11, 11B, 11Y, 12, 12B, 13, 17, 27, 27A, 27B, 27T                                                                                      | Helyi buszvégállomás |